# Emanuela von Frankenberg
Emanuela von Frankenberg (* 20. Februar 1961 in Basel) ist eine Schweizer Schauspielerin.

## Leben
Emanuela von Frankenberg erhielt ihre Ausbildung von 1979 bis 1982 am Max-Reinhardt-Seminar in Wien und wurde noch als Studentin an das Wiener Burgtheater engagiert. Es folgten Engagements an verschiedenen Theaterbühnen darunter u. a. Schauspielhaus Köln, Schauspielhaus Hamburg, Schauspielhaus Zürich, Residenztheater München, Staatsoper Stuttgart, Kammerspiele Hamburg, St. Pauli Theater in Hamburg, Renaissancetheater Berlin, Freie Volksbühne Berlin, Theater in der Josefstadt und Wiener Staatsoper sowie bei den Bad Hersfelder Festspielen und Wiener Festwochen. Sie arbeitete mit Regisseuren  wie Hans  Neuenfels, Bartlett Sher, Peter  Zadek, Luc Bondy, Jürgen Flimm, Achim Benning, Benno Besson, Jean-Claude Berutti und Hans Lietzau zusammen.
Im Fernsehen spielte von Frankenberg ab 2001 in der Rolle der Nonne Agnes Schwandt in der ARD-Serie Um Himmels Willen neben Jutta Speidel, Janina Hartwig und Fritz Wepper in allen Staffeln der Serie bis zu ihrem Ende 2021. Daneben spielte sie in weiteren deutschen Serien wie Tatort, In aller Freundschaft, Die Rosenheim-Cops und Ku’damm 56 in Gastrollen mit.
In der Schweiz spielte sie in der Serie Die Direktorin, den Verfilmungen der Kommissär-Hunkeler-Reihe des Schweizer Dramatikers Hansjörg Schneider, der SRF Krimi-Reihe Wilder und weiteren Fernsehauftritten.
Sie wirkte in Rosa von Praunheims Film Satanische Sau (2025) mit.
Emanuela von Frankenberg hat ihren Erstwohnsitz in Berlin.

## Filmografie (Auswahl)
- 1979: Think Pink (Fernsehfilm)
- 1980: Fantomas – Le tramway fantôme
- 1981: Kieselsteine
- 1982: Es fing ein Knab’ ein Vögelein
- 1985: Die Mitspeisenden
- 1987: Die Wende
- 1988: Bildfang
- 1988: Der tollwütige Mund
- 1988: Europa und der zweite Apfel
- 1989: Dead Flowers
- 1994–1995: Die Direktorin (Fernsehserie)
- 1994: Im Schatten der Berge
- 1996: Sexy Lissy
- 1997: Tatort – Bierkrieg
- 1997: Le Studio qui fait pleurer
- 1998: Wolffs Revier – Mitten ins Herz
- 1998: Todesengel (Fernsehfilm)
- 1998: Zwei sind einer zuviel (Fernsehfilm)
- 1998: Der Hahn ist tot
- 1999: Stadtklinik – Heldentum
- 2000: Handycam
- 2000: Too much of nothing
- 2000: Tatort – Direkt ins Herz
- 2001: Selda
- 2002–2021: Um Himmels Willen (Fernsehserie)
- 2002: Inspektor Rolle
- 2002: Wolffs Revier – Au Pair
- 2003: Farland
- 2003: In aller Freundschaft – Folge 177: Ich liebe dich, Mama
- 2004: Teneriffa (Film)
- 2004: Tod einer Ärztin (Fernsehfilm)
- 2004: Fremde im Paradies (Fernsehfilm)
- 2004: Das Paar im Kahn (Fernsehfilm)
- 2006: Die Wolke
- 2006: SOKO Wismar – Skatbrüder
- 2006: Grenzgänger
- 2007: Hunkeler macht Sachen (Fernsehfilm)
- 2008: Heldin der Lüfte
- 2008: Hunkeler und der Fall Livius (Fernsehfilm)
- 2008: Tag und Nacht (Fernsehserie)
- 2008: Um Himmels Willen – Weihnachten in Kaltenthal (Fernsehfilm)
- 2009: Verstrickt und zugenäht
- 2010: Um Himmels Willen – Weihnachten unter Palmen (Fernsehfilm)
- 2010: Silberkiesel – Hunkeler tritt ab (Fernsehfilm)
- 2011: Hunkeler und die Augen des Ödipus (Fernsehfilm)
- 2011: Cesare Alba (Fernsehfilm)
- 2012: Um Himmels Willen – Mission unmöglich (Fernsehfilm)
- 2013: Alles Klara – Schachmatt
- 2014: Um Himmels Willen – Das Wunder von Fatima (Fernsehfilm)
- 2016: Ku’damm 56 (TV-Dreiteiler)
- 2017: Die Rosenheim-Cops – Um die Ecke gedacht
- 2017: Wilder (Fernsehserie)
- 2019: Mein Ende. Dein Anfang.
- 2019: Stürm – Bis wir tot sind oder frei (Kinofilm)
- 2019: Draussen der Sturm (Kinokurzfilm)
- 2020: Exit (Cyber-Thriller)
- 2023: Der Usedom-Krimi: Friedhof der Welpen (Fernsehreihe)
- 2024: Die Rosenheim-Cops – Der Makler vom See
- 2025: Satanische Sau

## Preise und Auszeichnungen
- 2010: Bambi – Publikumspreis für die Serie Um Himmels Willen
- 2011: Schweizer Filmpreis für den Film Hunkeler und der Fall Livius
- 2012: Auszeichnungspreis für Schauspiel, Kanton Solothurn / Schweiz
- 2013: Cinema tous ecrans Swissperform als beste Schauspielerin für den Film Verstrickt und zugenäht[6]
- 2016: Prix Walo für den Fernseh-6-Teiler Wilder vom SRF